# Magna (Utah)
Magna ist ein Siedlungsgebiet im Salt Lake County im US-Bundesstaat Utah. Das U.S. Census Bureau hat bei der Volkszählung 2020 eine Einwohnerzahl von 29.251 ermittelt.

## Geographie
Magna liegt auf 40°42'6" nördlicher Breite und 112°5'9" westlicher Länge und befindet sich in einer Entfernung von jeweils ca. 10 Kilometern zu Salt Lake City im Osten,  dem Großen Salzsee im Westen, den Ausläufern des Oquirrh-Gebirges im Süden sowie dem Interstate 80-Highway im Norden.

## Geschichte

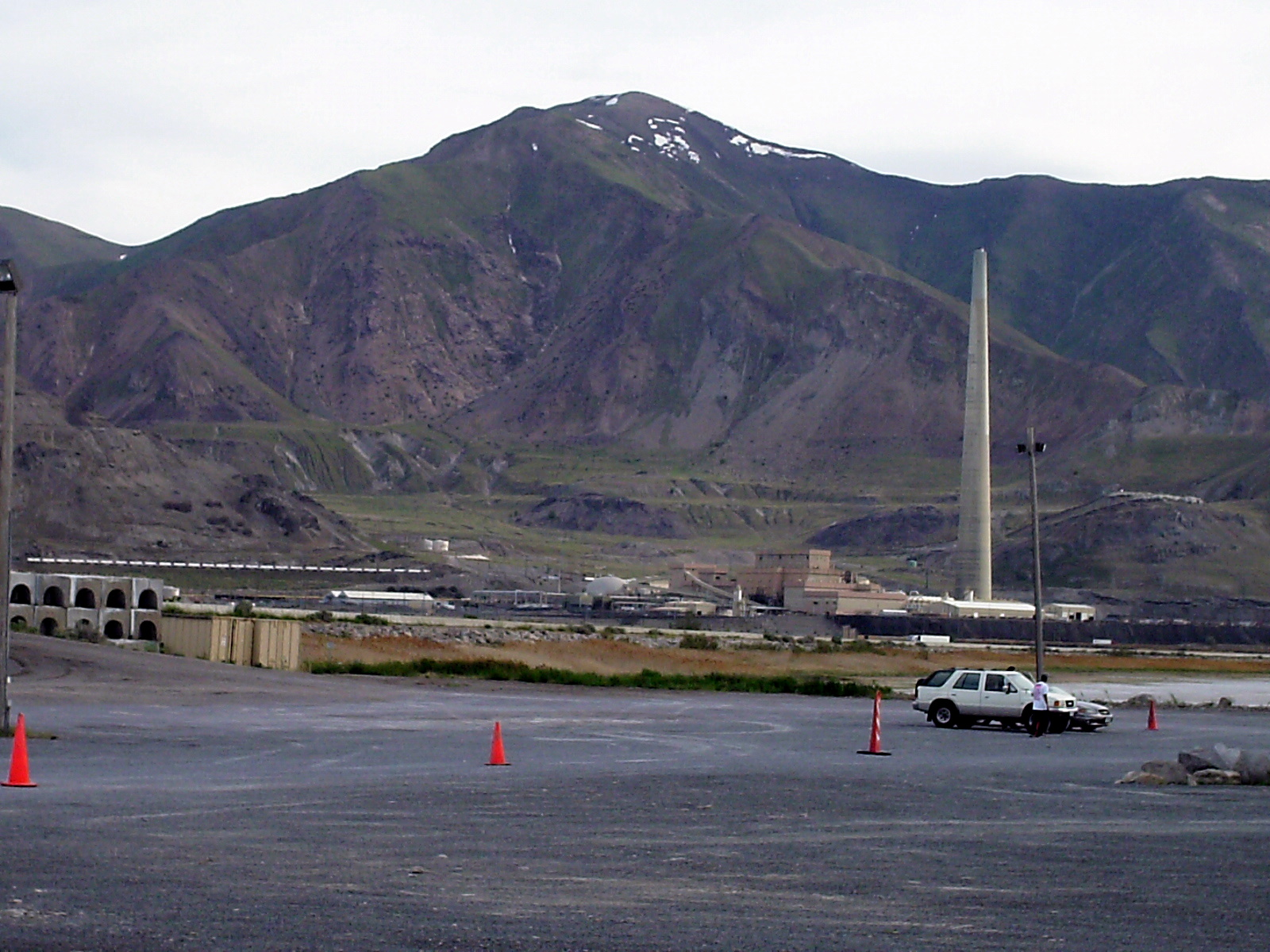
Kennecott Smokestack

Eine erste Besiedlung der Gegend erfolgte 1851, als Mormonen sich dort niederließen. Farmer nannten den Ort 1868 „Pleasant Green“. Anfang der 1900er Jahre wurde in den Bergen Kupfer gefunden. Daraufhin verwandelte sich der Ort von einer Agrarregion in ein Industriegebiet. Die Utah Copper Company (später Kennecott Copper Corporation) baute 1906 eine Kupferhütte und nannte diese „Magna“, in Anlehnung an die Bedeutung „groß“ aus dem Lateinischen. Um Verwechslungen des Ortes „Pleasant Green“ mit dem ebenfalls in Utah gelegenen Ort „Pleasant Grove“ zu vermeiden, entschloss sich die Gemeinde, den Ort nach dem Namen der Kupferhütte in „Magna“ umzubenennen. Aufgrund der aufblühenden Industrie wuchs die Bevölkerungszahl, wobei viele Einwanderer aus Osteuropa stammten. Weitere Industriebetriebe wurden errichtet oder erweitert, die während der Zeit der Depression kurzzeitige Rückschläge erlitten, nach 1960 jedoch wieder wuchsen. Der weltweit steigende Bedarf an Kupfer führte in den 1970er Jahren zu einem weiteren starken Anstieg der Minentätigkeit und damit verbunden auch der Bevölkerungszahl. 1974 baute die Kennecott Copper Corporation den Kennecott Smokestack, einen 370 Meter hohen Schornstein einer Kupferhütte, der zu den höchsten weltweit gebauten Schornsteinen zählt und auch heute noch ein Wahrzeichen der Stadt ist. Zwischen 1960 und 2000 wuchs die Bevölkerungszahl von 8900 auf 23.000.